# Віголо-Ваттаро
Віголо-Ваттаро, Віґоло-Ваттаро (італ. Vigolo Vattaro) — колишній муніципалітет в Італії, у регіоні Трентіно-Альто-Адідже,  провінція Тренто. У 2016 році муніципалітет було об'єднано разом з муніципалітетами Чента-Сан-Ніколо, Ваттаро та Бозентіно в єдиний муніципалітет Альтоп'яно-делла-Віголана.
Віголо-Ваттаро розташоване на відстані близько 470 км на північ від Рима, 10 км на південний схід від Тренто.
Населення — 2279 осіб (2014).
Щорічний фестиваль відбувається 23 квітня. Покровитель — святий Юрій.

## Демографія
Населення за роками:

Станом на 31 грудня 2010 року в муніципалітеті офіційно проживав 101 іноземець з 19 країн, серед них 62 громадяни країн Євросоюзу та 3 громадяни України.

## Сусідні муніципалітети
- Бозентіно
- Перджине-Вальсугана
- Тренто
- Ваттаро